# Melvin Burgess
Melvin Burgess (25 april 1954) is een Brits kinderboekenschrijver.
Zijn eerste boek, getiteld The Cry of the Wolf, kwam uit in 1990. Zijn boek Junk (1996), over heroïneverslaafde tieners op straat in Bristol, werd in Groot-Brittannië een van de bekendste boeken voor jongvolwassenen.